# Neede
Neede (niederdeutsch Nee) ist ein niederländisches Dorf im Achterhoek in der Provinz Gelderland.
Neede war bis zum 1. Januar 2005 selbständige Gemeinde als sie zusammen mit Borculo, Eibergen und Ruurlo zur heutigen Gemeinde Berkelland zusammengeschlossen wurde.

## Politik

### Sitzverteilung im Gemeinderat
Bis zur Auflösung der Gemeinde ergab sich seit 1990 folgende Sitzverteilung:
| Partei             | Sitze | Sitze | Sitze | Sitze |
| Partei             | 1990  | 1994  | 1998  | 2002  |
| ------------------ | ----- | ----- | ----- | ----- |
| CDA                | 5     | 4     | 4     | 4     |
| Gemeentebelangen   | 3     | 5     | 3     | 3     |
| Wi’j goat veur Nee | —     | —     | 2     | 3     |
| PvdA               | 5     | 3     | 3     | 2     |
| VVD                | 2     | 2     | 2     | 2     |
| D66                | —     | 1     | 1     | 1     |
| Gesamt             | 15    | 15    | 15    | 15    |

## Töchter und Söhne der Gemeinde
- Frans Tengnagel (1576–1621), Adliger und Astronom
- Rabbiner Simon de Vries (1870–1944)
- Arie Hassink (* 1950), Radrennfahrer